# 은난초
은난초(銀蘭草)는 한국·중국·일본 등지에 분포하는 여러해살이풀로 높이 20-40cm이다. 풀 전체에 털이 없으며 잎은 긴타원형이고 길이 3-7cm이며 3-5개가 줄기 위에서 어긋난다. 4-5월이면 정생 꽃차례로  흰색의 꽃이 몇 개 달린다. 꽃턱잎은 보통 씨방보다 짧다. 꽃은 지름 5-7mm이며 평평하게 벌어지지 않는다. 순판의 기부는 1-2mm의 매우 짧은 꿀주머니가 된다. 금난초와 같은 속이며 낮은 산의 초지나 숲 밑에서 자란다.